# 손상윤
손상윤(孫想侖, 1965년 12월 25일 ~ )은 대한민국의 신문인으로서 (주)뉴스타운과 (주)메디팜뉴스 회장을 역임했다. 본관은 경북 안동 일직이며, 경상북도 울진군에서 태어났다. 손상대TV 대표의 동생이기도 하다.

## 학력
- 호서대학교 전자계산학과 학사
- 숭실대학교 정보과학대학원 공학석사

## 경력
- 1993.03 ~ 1996.12 부천대학교 전자계산학과 겸임교수
- 1993.03 ~ 1996.12 부천대학교 정보통신학과 강사
- 1996.06 ~ 1998.12 (주)서경전자 대표이사
- 1999.01 ~ 2001 한국전통가공식품협회 중앙회 이사
- 1999.01 ~ 2001 양촌영농조합법인 공동 대표이사
- 1999.01 ~ 2001 한국전통가공식품협회 중앙회 이사
- 2001.01 ~ 2003 바이오머슈룸텍 대표이사
- 2004.01 ~ (주)메디팜뉴스 회장
- 2004.09 ~ (주)뉴스타운 대표이사 회장
- 2007 ~ 2010 한국인터넷미디어협회 부회장
- 2007.09 ~ 한국인터넷언론인협회 회장
- 2008.03 ~ 2009.05 친박연대 동작 갑 지역위원장
- 2020 ~ 2024 자유당 대표
- 2021 ~ 학도병기념사업회 이사장

## 역대 선거 결과
|  | 7.78% |

|  | 0.07% |

|  | 0% |